# (3002) Delasalle
(3002) Delasalle ist ein Asteroid des Hauptgürtels, der am 20. März 1982 vom belgischen Astronomen Henri Debehogne am La-Silla-Observatorium (IAU-Code 809) der Europäischen Südsternwarte in Chile entdeckt wurde.
Der Asteroid wurde nach dem französischen Priester, Pädagogen und Ordensgründer Johannes Baptist de La Salle (1651–1719) benannt, der 1684 den Orden der Brüder der christlichen Schulen (Frères des Écoles chrétiennes) gründete. Als Neuerungen führte er den Unterricht in Schulklassen und in französischer anstelle lateinischer Sprache ein.